# Ahmed Hafnávi
Ahmed Ajjúb Hafnávi (arabul: أحمد أيوب حفناوي, franciás, nemzetközileg használt átiratban Ahmed Ayoub Hafnaoui; el-Metlavi, 2002. december 4. –) olimpiai bajnok tunéziai gyorsúszó.

## Sportpályafutása
A Buenos Airesben rendezett 2018-as ifjúsági olimpián döntőt úszott 400 méteres gyorsúszásban. Ugyanebben az évben rajtkőre állt a felnőttek között is a rövid pályás világbajnokságon is, mindössze tizenhat évesen.
2018-ban az Algírban rendezett Afrika-bajnokságon egy ezüst- és három bronzérmet nyert. Egy év múlva, a Budapesten rendezett junior-világbajnokságon 400 méteres, 800 méteres és 1500 méteres gyorsúszásban állt rajthoz, legjobb eredménye a középső távon elért 4. hely.
A koronavírus-járvány miatt elhalasztott, és 2021 nyarán megrendezett tokiói olimpián 400 méteres gyorsúszásban olimpiai bajnoki címet szerzett. Ő lett a tokiói ötkarikás játékok első afrikai olimpiai bajnoka, így egyben ő szerezte hazája első aranyérmét is.